# Капустин, Михаил Денисович
Михаил Денисович Капустин (белор. Міхаіл Дзянісавіч Капусцін; 1907—1968) — участник Великой Отечественной войны, парторг батальона 137-го гвардейского стрелкового полка (47-я гвардейская стрелковая дивизия, 8-я гвардейская армия, 3-й Украинский фронт), гвардии младший лейтенант. Герой Советского Союза.

## Биография
Родился 18 ноября 1907 года в селе Микуличи Российской империи, ныне Бобруйского района Могилёвской области (Белоруссия), в крестьянской семье. Белорус.
В 1926 году семья переехала в Сибирь и Капустин жил в селе Джогино Тайшетского района Иркутской области, работал на лесозаготовках. В 1937 году окончил курсы начальников лесопунктов, директоров леспромхозов в Красноярске. Вступил в члены ВКП(б)/КПСС в 1941 году.
В Красной армии с 1942 года, призвался Абанским райвоенкоматом. В действующей армии — с марта 1942 года — на Волховском, 3-м Украинском и 1-м Белорусском фронтах. Окончил курсы политсостава 3-го Украинского фронта в 1944 году.
С октября 1944 года Капустин — парторг гвардейского стрелкового полка. Участвовал в сражениях на Сандомирском плацдарме, освобождал Варшаву, штурмовал Берлин.
С 1946 года капитан Капустин — в запасе.
Работал директором Шиткинского и Юртинского леспромхозов в Иркутской области. С 1951 по 1962 годы жил в селе Даппы, где возглавлял Хумминский леспромхоз, был начальником лесоучастка в Хабаровском крае. С 1962 года работал мастером лесозаготовок Долгомостовского леспромхоза Абанского района Красноярского края.
Умер 8 февраля 1968 года. Похоронен в селе Долгий Мост.

## Награды
- Указом Президиума Верховного Совета СССР от 24 марта 1945 года за мужество и героизм, проявленные при выполнении воинского долга, гвардии младшему лейтенанту Капустину Михаилу Денисовичу присвоено звание Героя Советского Союза с вручением ордена Ленина и медали «Золотая Звезда» (№ 5178).
- Награждён также орденом Красного Знамени, орденом Отечественной войны 1-й степени, орденом Красной Звезды и медалями.

## Память
- На могиле Героя установлен памятник[1].
- 21 октября 2009 года в селе Даппы была открыта мемориальная доска в честь героя Советского Союза Михаила Денисовича Капустина[2].
- 27 февраля 2015 года школе села Даппы было присвоено имя Героя Советского Союза Капустина Михаила Денисовича.